# 新港大橋 (富山県)
新港大橋（しんこうおおはし）は、富山県高岡市と射水市を結ぶ新湊地区臨港道路北線および富山県道235号片口牧野線の橋梁。

## 概要
富山新港北ふ頭へのアクセス道路として1983年（昭和58年）より建設され、1990年（平成2年）4月16日に開通した。同橋の開通で富山新港で取り扱う港湾貨物の輸送が円滑になった他、海王丸パークへのアクセス道路としての役割も果たしている。
『海と交易』をテーマとし、海をモチーフに人と国との交流をイメージした高欄や、海鳥がモチーフで飛翔を表現した照明灯、親柱には伏木富山港のシンボルマークを配置して交流、発展を表現している。

## 橋データ
- 左岸 - 富山県高岡市石丸
- 右岸 - 富山県射水市八幡町
- 橋長 - 455.6 m
- 幅員 - 11 m（うち車道7.5 m）
- 総工費 - 28億円